# RIZEプロダクション
RIZE PRODUCTION（読み：ライズプロダクション）とは、音楽プロダクションのひとつである。

## 沿革

### 2011年
- トラックのドライバー、金融インフラエンジニアを経て、2011年にRIZE PRODUCTIONを設立。

### 2012年
- 4月9日 - loop、結成。[1]

### 2013年
- 3月27日 - FES☆TIVE、結成。
- 5月13日 - キャンディzoo、デビュー。

### 2015年
- 5月18日 - FES☆TIVEが、徳間ジャパンコミュニケーションズより、1stシングル 「お祭りヒーロー」でメジャーデビュー。

### 2018年
- 3月19日 - Very Very Red Berryが、新グループとしてデビューすることを発表。
- 4月21日 - Very Very Red Berry、デビュー。
- 8月31日 - loop、活動休止を報告。[2]
- 9月18日 - loop、活動休止。

### 2019年
- 6月15日 - le biglemoi、デビュー。

### 2020年
- 1月26日 - MyDearDarlin'、デビュー。 FES☆TIVEの姉妹グループとして誕生したユニット。プロデュースはアップダンス・エンターテインメントが担当する。
- 3月22日 - le biglemoi、卒業公演を開催。

### 2021年
- 3月3日 - JamsCollection、デビュー。JamsCollectionは、RIZE PRODUCTIONとLIVE PLANET、2つの会社の共同プロジェクトとして発足。全体を統括、プロデュースはアップダンス・エンターテインメントが担当する。
- 3月7日 - Very Very Red Berry、解散。
- 6月3日 - I MY ME MINEが、新グループとしてデビューすることを発表。
- 6月16日 - I MY ME MINE、デビュー。
- 6月26日 - Blossom Garden、デビュー。
- 7月31日 - しろもん、プレデビューを発表。
- 8月8日 - MAKE(アイドル)、デビュー。

### 2022年
- 3月10日 - しろもん、デビュー。
- 3月23日 - キャンディzoo、解散。
- 4月12日 - BUGS MARTが、新グループとしてデビューすることを発表。
- 5月9日 - Bunny La Crewが、新グループとしてデビューすることを発表。プロデュースはアップダンス・エンターテインメントが担当する。
- 5月12日 - BUGS MART、デビュー。
- 6月14日 - Bunny La Crew、デビュー。
- 12月7日 - BUGS MARTが、活動休止を発表。
- 12月29日 - ♯ドレミファソラシードが、新グループとしてデビューすることを発表。

### 2023年
- 1月27日 - ♯ドレミファソラシード、デビュー。
- 3月6日 - 北海道を拠点としたアイドルグループ・ICECREAM SCREAMが、新グループとしてデビューすることを発表。
- 3月26日 - ICECREAM SCREAM、デビュー。
- 8月28日 - Piuuuuが、新グループとしてデビューすることを発表。
- 10月6日 - Piuuuu、デビュー。

### 2025年
- 2月25日 - Piuuuuの現体制での活動を3月23日をもって終了することを発表[3]。

## 所属アーティスト
- FES☆TIVE
- MyDearDarlin'
- JamsCollection
- Blossom Garden
- I MY ME MINE
- しろもん
- Bunny La Crew
- ♯ドレミファソラシード
- ICECREAM SCREAM
- Piuuuu
- 雨のち、ハレーション

### 過去
- グリズムStory
- Loop
- かっこいいこちゃんず
- にじいろ学園
- にじいろ学園season2
- にじいろ学園season3
- にじいろ学園season4
- le biglemoi
- Very Very Red Berry
- キャンディzoo
- BUGS MART
- MAKE